# Reinhard Egger (Rennrodler)
Reinhard Egger (* 11. September 1989 in Wörgl) ist ein ehemaliger österreichischer Rennrodler. Er startete im Nachwuchsbereich im Doppelsitzer, war jedoch im Elitebereich in der Einsitzer-Disziplin aktiv und wurde in dieser 2019 Vize-Weltmeister.

## Karriere
Egger stammt aus Langkampfen. Er fing 1996 als Schüler mit dem Rodelsport an. Ab 2004 startete er mit David Schweiger in der Doppelsitzerkonkurrenz. 2007 gewannen sie sowohl die Tiroler, als auch die österreichische Meisterschaft. Zudem wurden sie 2008 bei den Junioren-Weltmeisterschaften in Lake Placid Sechste. Ab 2007 fuhr Egger auch in der Einsitzerkonkurrenz. In dieser wurde er 2008 Zweiter bei den österreichischen Meisterschaften, gewann bei den Tiroler Meisterschaften und wurde Zehnter bei den Junioren-Weltmeisterschaften. Ab der Saison 2008/09 trat Egger nur noch in der Einsitzerdisziplin. In Innsbruck-Igls gewann er erstmals ein Rennen im Junioren-Weltcup und gewann ebendort zudem die österreichische Juniorenmeisterschaft. Zum Saisonauftakt 2008/09 gab er in Innsbruck-Igls sein Debüt im Rennrodel-Weltcup. Nachdem er sich über den Nationencup für das Weltcuprennen qualifiziert hatte, erreichte er dort den 22. Platz. In der Saisongesamtwertung belegte Egger damit den 47. Rang der Gesamtwertung.
In der Saison 2009/10 erreichte Egger zum Saisonauftakt in Calgary mit Rang sieben sein erstes Ergebnis unter den Top 10 des Weltcups und zugleich sein bestes Saisonresultat. Die Europameisterschaften 2010 in Sigulda beendete er auf Platz 15. Mit Rang 18 in der Weltcupgesamtwertung wurde er hinter Daniel Pfister, Wolfgang Kindl und Manuel Pfister viertbester Österreicher, da es für die Olympischen Winterspiele 2010 jedoch maximal drei Startplätze im Einsitzer der Männer gab, verpasste er jedoch die Qualifikation für die Spiele. Bei den österreichischen Meisterschaften konnte Egger jedoch erstmals die Goldmedaille im Einsitzer der Männer gewinnen. Die Saison 2010/11 begann mit dem Weltcup in Innsbruck-Igls, den Egger als Vierter beendete – erneut gelang damit bereits zum Auftakt das beste Saisonergebnis. Es folgte noch ein fünfter Platz in Winterberg, danach reichte es zu keiner weiteren Top-10-Platzierung im Weltcup mehr. Bei den Weltmeisterschaften 2011 in Cesana Pariol belegte er den elften Platz. Mit Platz 13 im Gesamtweltcup wurde er hinter den Pfister-Brüdern drittbester Österreicher; erneut konnte Egger den österreichischen Meistertitel erringen.

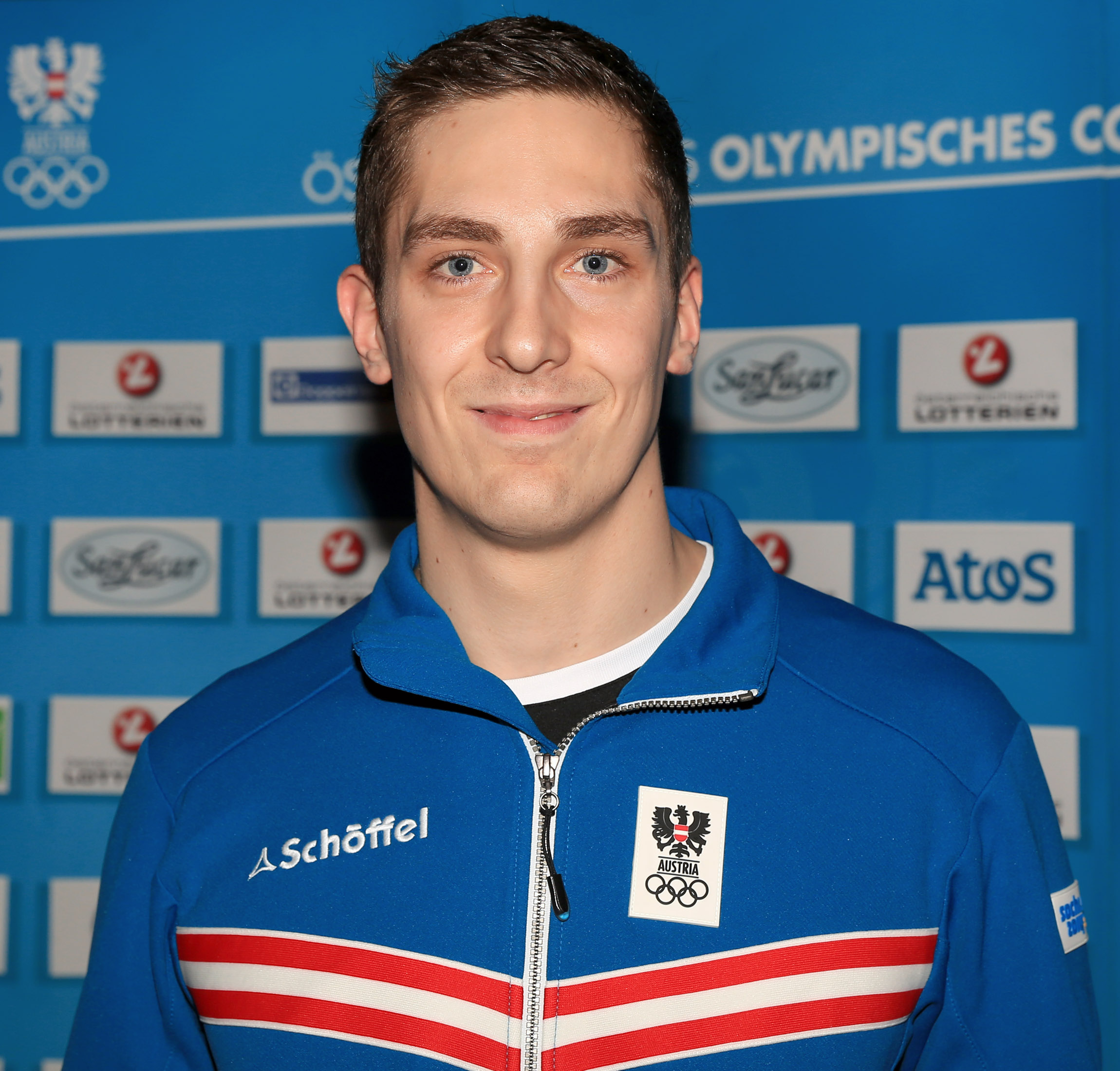
Reinhard Egger bei der Olympia-Einkleidung (2014)

Die Saison 2011/12 verlief mit zwei achten Plätzen in Innsbruck-Igls und am Königssee ohne besondere Leistungshöhepunkte, aber mit durchgängigen Top-20-Platzierungen im Weltcup deutlich konstanter; bei den Weltmeisterschaften 2012 in Altenberg wurde er nur 21., die Europameisterschaften in Paramonowo beendete er auf Rang 18. In der Gesamtwertung des Weltcups wurde Egger hinter den Pfister-Brüdern Elfter. Einen deutlichen Leistungsrückschritt gab es in der Saison 2012/13. Nachdem es in Innsbruck-Igls und am Königssee nur zu hinteren Platzierungen im Weltcup reichte, konnte Egger nach einem Trainingssturz in Altenberg und Sigulda nicht starten. Im weiteren Saisonverlauf stellten die elften Plätze von zweiten Weltcup am Königssee und Sotschi die besten Resultate dar. Im Rang 23 im Gesamtweltcup fiel er deutlich zurück; auch bei den Weltmeisterschaften 2013 in Whistler reichte es – wie im Vorjahr – erneut nur zum 21. Platz.
In der Saison 2013/14 kam es zu deiner deutlichen Leistungssteigerung. Nach schwachem Start in Lillehammer folgte eine stabile Saison, in der der sechste Platz von Oberhof das beste Saisonresultat darstellte. Die Europameisterschaften 2014 in Sigulda beendete er als Elfer, im Gesamtweltcup wurde er Zehnter. Beim Saisonhöhepunkt, den Olympischen Winterspielen 2014 in Sotschi, wurde Egger mit Platz 8 im Einsitzer der Männer bester Österreicher; den Vorzug für den Teamstaffelwettbewerb erhielt jedoch sein Teamkollege Wolfgang Kindl, da er im dritten Durchgang die beste Laufzeit erzielen konnte. Bei den österreichischen Meisterschaften konnte er zusammen mit Nina Reithmayer und den Doppelsitzern Peter Penz/Georg Fischler die Goldmedaille im Teamstaffelwettbewerb erreichen. Die Saison 2014/15 verlief deutlich durchwachsener als die vorherige. Zwar gelang es Egger mit zwei vierten Plätzen im Weltcup der klassischen Disziplin bzw. dem Sprint in Calgary sowie einem fünften Platz in Oberhof Topplatzierungen einzufahren, jedoch waren dies die einzigen Platzierungen in den Top 10. Mit dem zehnten Rang im Gesamtweltcup gab es in dieser Wertung jedoch keine Verschlechterung. Die Weltmeisterschaften 2015 in Sigulda beendete er als 26., bei den Europameisterschaften 2015 wurde er Elfter.
Egger verpasste in der Saison 2015/16 die ersten fünf Weltcupstationen und konnte erst in Oberhof in das Wettkampfgeschehen eingreifen. Dort erzielte er mit dem siebten Platz im Sprintwettbewerb das beste Saisonresultat. Den Gesamtweltcup beendete er auf Rang 28; die Weltmeisterschaften 2016 am Königssee beendete er auf dem 17. Platz, bei den Europameisterschaften wurde er Zwölfter. Die Saison 2016/17 verlief für Egger erneut eher durchwachsen. Es reichte mit dem achten Platz in Whistler nur zu einem Top-10-Ergebnis; den Weltcup beendete er auf Rang 15. Die Weltmeisterschaften 2017 auf der Heimbahn in Innsbruck-Igls verpasste er, da seine Teamkollegen Wolfgang Kindl, Armin Frauscher, Jonas Müller und David Gleirscher den Vorzug erhielten – im Gegensatz zum Weltcup stehen den Nationalmannschaften im Einsitzer der Männer nur vier Startplätze zur Verfügung. Bei den Europameisterschaften 2017 am Königssee belegte Egger den 14. Rang.

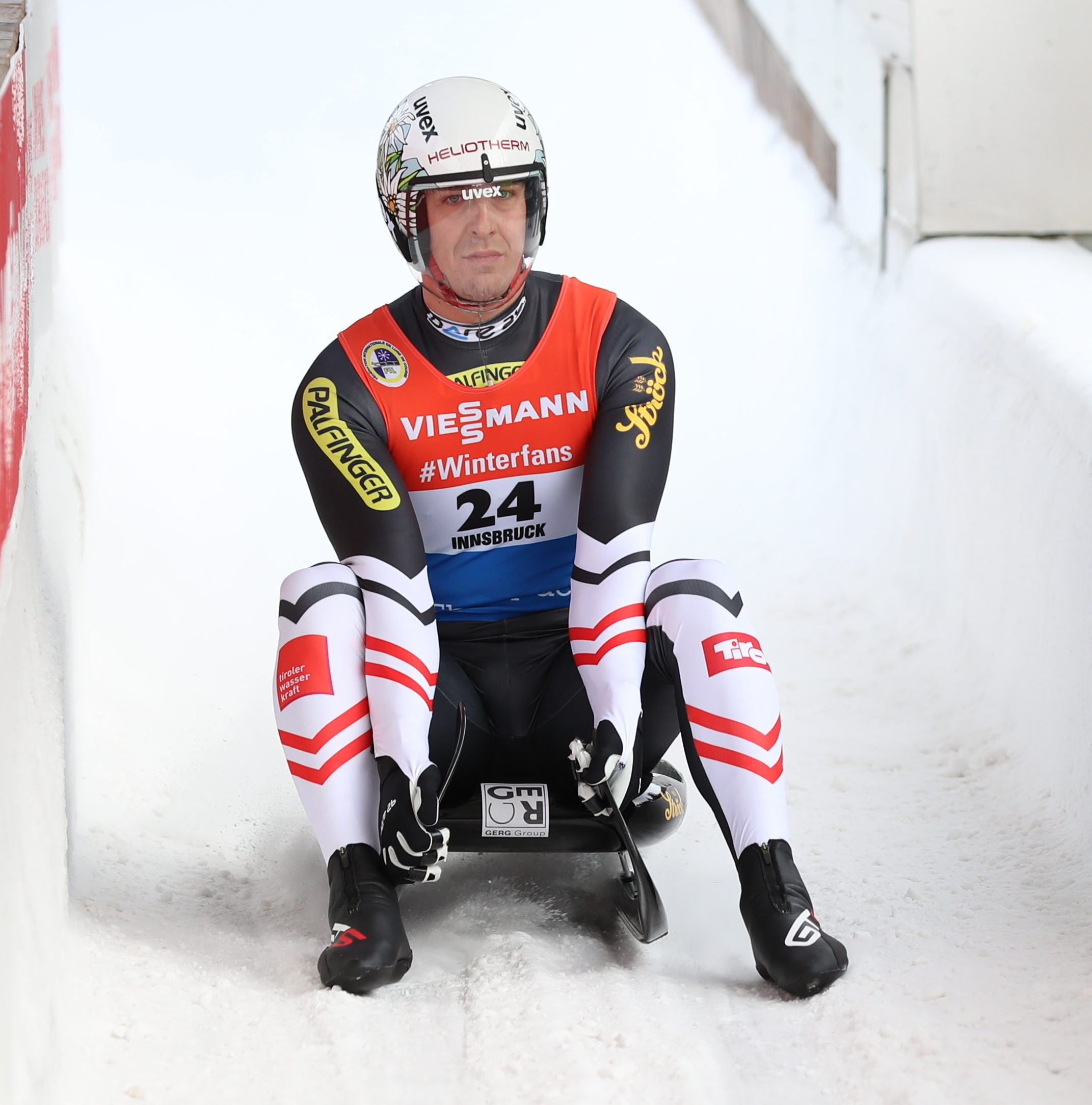
Reinhard Egger beim Weltcup in Innsbruck-Igls (2018)

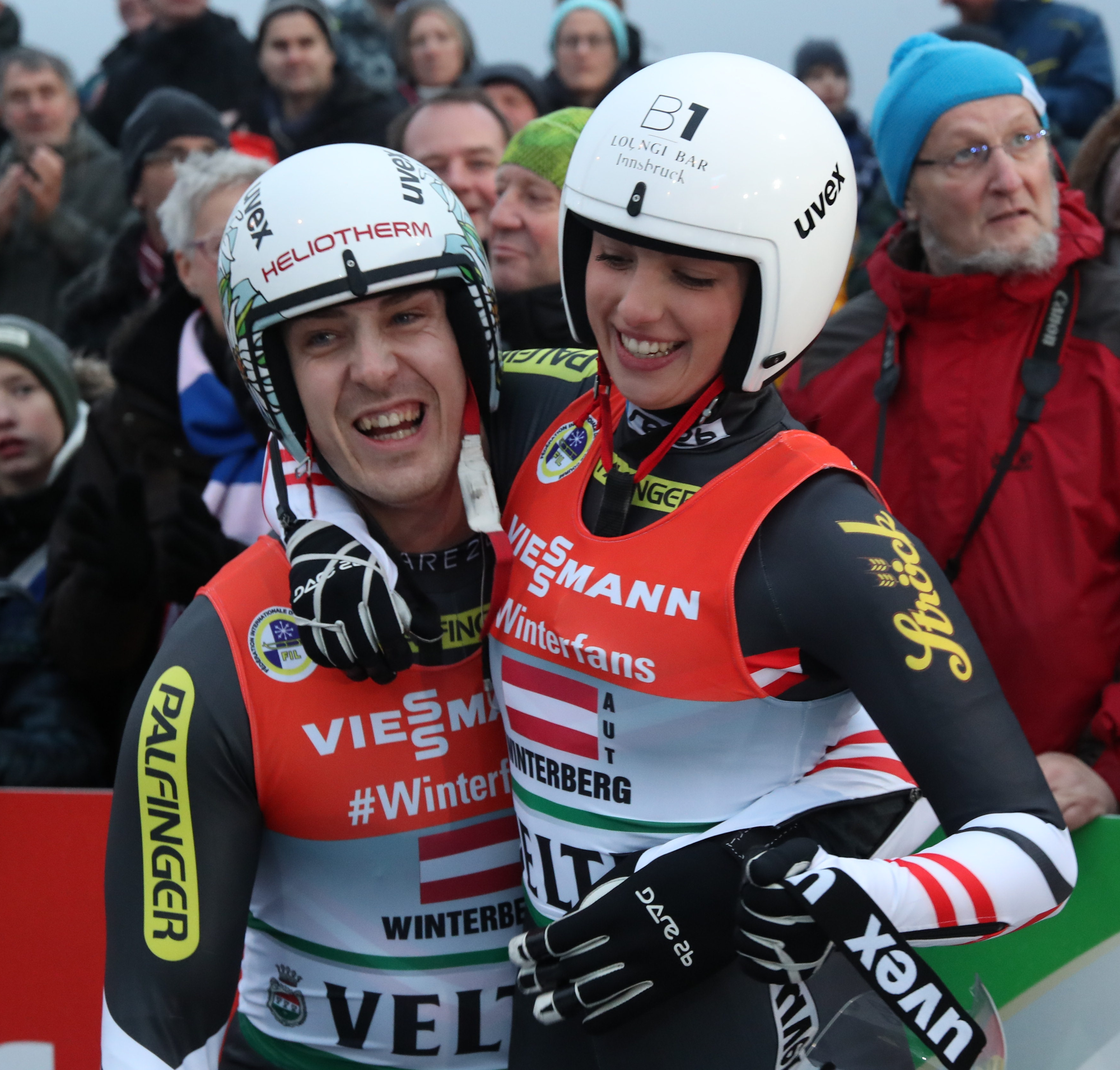
Reinhard Egger und Hannah Prock bei den Weltmeisterschaften in Winterberg (2019)

In der Saison 2017/18 deutete Egger mit einem vierten Platz in Oberhof und einem achten Platz am Königssee an, zur Weltspitze aufschließen zu können. Die weiteren Ergebnisse waren jedoch erneut eher durchwachsen. Den Gesamtweltcup beendete er auf Rang 16. Für die Olympischen Winterspiele 2018, dem Saisonhöhepunkt, wurde Egger neben Wolfgang Kindl und dem späteren Olympiasieger David Gleirscher nominiert und belegte dort den 15. Platz. Zu Beginn der Saison 2018/19 belegte Egger in Lake Placid und Whistler jeweils den dritten Platz und festigte mit seinen ersten Weltcuppodestplätzen die Position in der Weltspitze. Am 6. Jänner 2019 feierte Egger in Königssee seinen ersten Weltcup-Sieg. Er profitierte dabei, dass infolge starken Schneefalls mit Rücksicht auf die Sicherheit der Fahrer der zweite Lauf abgebrochen wurde und nur der erste Lauf gewertet wurde. Durch die guten Resultate qualifizierte er sich seit 2017/18 auch für die Teamstaffel Österreichs, wobei er 2017/18 in Oberhof Dritter und 2018/19 am Königssee Zweiter wurde. Bei den Rennrodel-Weltmeisterschaften 2019 in Winterberg gewann Egger die Silbermedaille im Einsitzer und konnte damit den größten Erfolg seiner bisherigen Karriere feiern. Eine weitere Silbermedaille gewann er mit der österreichischen Teamstaffel. Im Gesamtweltcup verbesserte er sich weiter auf den sechsten Platz.
Die Saison 2019/20 verlief abwechslungsreich. Während Egger beim Sprint von Whistler seinen zweiten Weltcupsieg erringen konnte, reichte es in der klassischen Disziplin in Whistler und Oberhof mit zwei 6. Plätzen und Platz 9 im Saisonfinale am Königssee nur zu drei weiteren Top-10-Ergebnissen. Den Gesamtweltcup beendete er als Achter; bei den Weltmeisterschaften 2020 wurde er Neunter im Sprintwettbewerb und belegte den 24. Platz in der klassischen Disziplin. Die von der COVID-19-Pandemie geprägte Saison 2020/21 fand ausschließlich auf europäischen Bahnen statt. Eggers Formkurve zeigte eher nach unten. Mit Platz 8 im Sprint von Innsbruck-Igls I und Platz 7 von Altenberg reichte es nur zu zwei Top-10-Ergebnissen im Weltcup, ansonsten pegelten sich die Leistungen um Platz 12 bis 15 ein. Schlussendlich erreichte Egger Rang 13 im Gesamtweltcup. Für die an den Königssee verlegten Weltmeisterschaften 2021 wurde Egger nicht berücksichtigt; es erhielten David und Nico Gleirscher, Wolfgang Kindl und Jonas Müller den Vorzug.

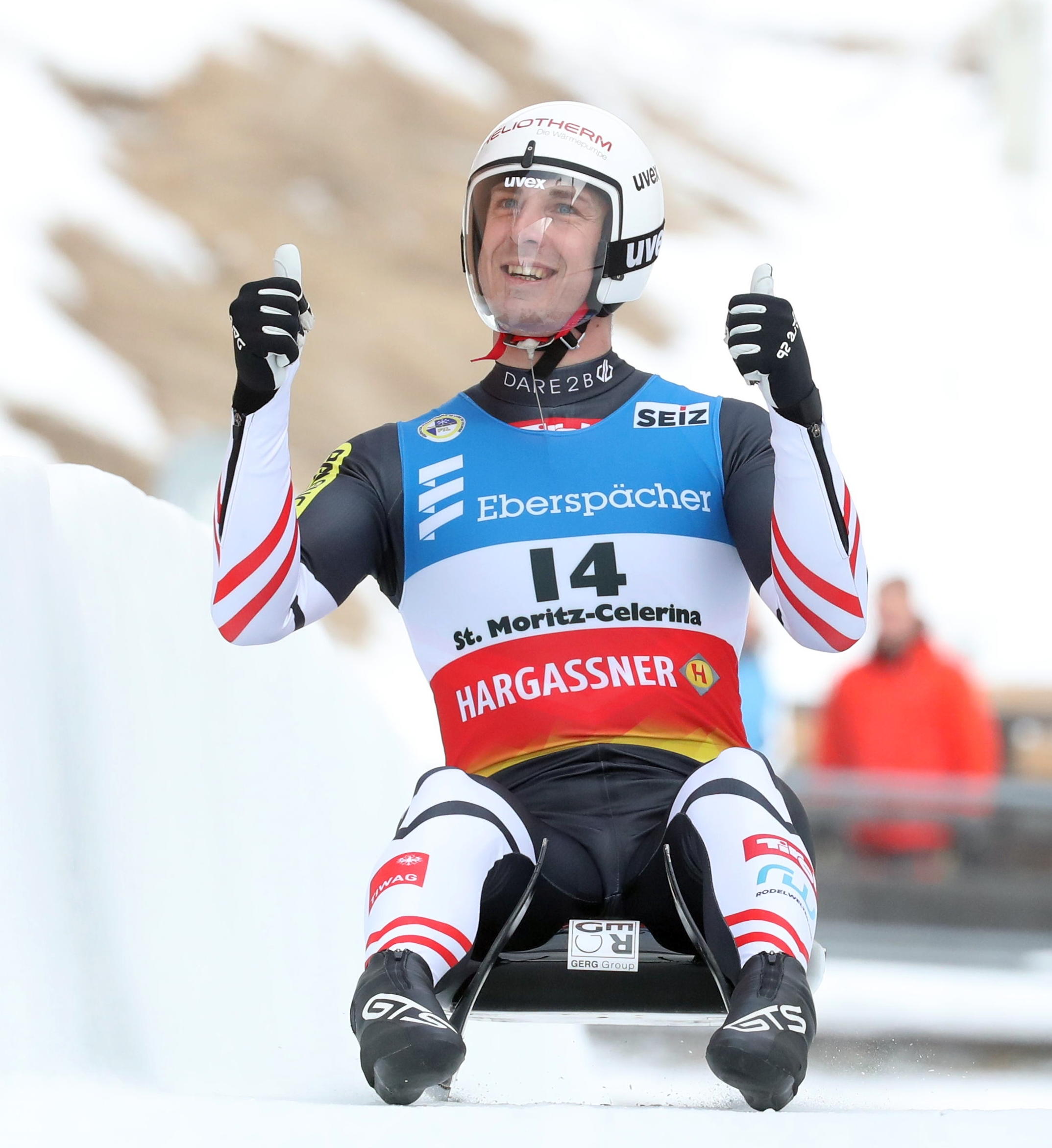
Reinhard Egger bei den Europameisterschaften 2022 in St. Moritz–Celerina

Die Saison 2021/22 begann mit den Vorbereitungen auf die Olympischen Winterspiele 2022. Im österreichischen Nationalkader kämpften mit den Gleirscher-Brüdern, Jonas Müller, Wolfgang Kindl und Reinhard Egger insgesamt fünf Männer-Einsitzer um die drei Startplätze. Nachdem Egger mit dem fünften Platz beim Saisonauftakt auf der Olympiabahn von Yanqing einen guten Saisonstart hingelegt hatte, reichte es im weiteren Verlauf zu keinen Top-10-Platzierungen mehr. Mit Platz 17 gab es auch in der Gesamtwertung einen Leistungsabfall im Vergleich zum Vorjahr seitens Egger. Für Olympia erhielten die David und Nico Gleirscher sowie Wolfgang Kindl den Vorzug. Mit dem Weltcupfinale von St. Moritz–Celerina, das zugleich für die Austragung der Europameisterschaften 2022 diente, beendete Egger seine aktive Laufbahn.

## Persönliches
Egger ist von Beruf Polizist in Tirol und gehörte dem Spitzensportkader des Bundesministeriums für Inneres an.

## Erfolge

### Olympische Winterspiele
- Sotschi 2014: 8. (Einsitzer)
- Pyeongchang 2018: 15. (Einsitzer)

### Weltmeisterschaften
- 2019:  im Einsitzer und  in der Teamstaffel

### Weltcupsiege
| Nr. | Datum         | Ort               | Bahn                    |
| --- | ------------- | ----------------- | ----------------------- |
| 1.  | 6. Jan. 2019  | Königssee         | Kunsteisbahn Königssee  |
| 2.  | 14. Dez. 2019 | Whistler (Sprint) | Whistler Sliding Centre |